# Koilwar
Koilwar is een notified area in het district Bhojpur van de Indiase staat Bihar. 

## Demografie
Volgens de Indiase volkstelling van 2001 wonen er 19.925 mensen in Koilwar, waarvan 61% mannelijk en 39% vrouwelijk is. De plaats heeft een alfabetiseringsgraad van 55%. 